# Жегово (Островский район)
Жегово — деревня в Горайской волости Островского района Псковской области.
Расположена на правом берегу реки Синяя, в 32 км к югу от города Остров и в 14 км к юго-западу от волостного центра, деревни Крюки.
Численность населения деревни по состоянию на 2000 год составляла 10 человек.
До 3 июня 2010 года деревня входила в состав ныне упразднённой Синерецкой волости с центром в д.Гривы.